# Philedia
Philedia là một chi bướm đêm thuộc họ Geometridae.